# Box Elder (Dakota del Sud)
Box Elder (lakota: čhaŋšúška; "auró americà") és una població dels Estats Units a l'estat de Dakota del Sud. Segons el cens del 2000 tenia 2.841 habitants.

## Demografia
Segons el cens del 2000, Box Elder tenia 2.841 habitants, 993 habitatges, i 750 famílies. La densitat de població era de 189,1 habitants per km².
Dels 993 habitatges en un 48% hi vivien nens de menys de 18 anys, en un 50,4% hi vivien parelles casades, en un 19,6% dones solteres, i en un 24,4% no eren unitats familiars. En el 17,3% dels habitatges hi vivien persones soles l'1,8% de les quals corresponia a persones de 65 anys o més que vivien soles. El nombre mitjà de persones vivint en cada habitatge era de 2,86 i el nombre mitjà de persones que vivien en cada família era de 3,2.
Per edats la població es repartia de la següent manera: un 34,6% tenia menys de 18 anys, un 13,1% entre 18 i 24, un 30,9% entre 25 i 44, un 18,2% de 45 a 60 i un 3,3% 65 anys o més.
L'edat mediana era de 26 anys. Per cada 100 dones de 18 o més anys hi havia 95,7 homes.
La renda mediana per habitatge era de 32.344 $ i la renda mediana per família de 35.020 $. Els homes tenien una renda mediana de 24.596 $ mentre que les dones 17.313 $. La renda per capita de la població era de 12.692 $. Entorn del 13% de les famílies i el 15,9% de la població estaven per davall del llindar de pobresa.

## Poblacions més properes
El següent diagrama mostra les poblacions més properes.